# Söderblandning
Söderblandning är en svensk teblandning, bestående av svart te, tropiska frukter och blommor. Den komponerades 1979 av Vernon Mauris. Namnet syftar på stadsdelen Södermalm i Stockholm där Mauris affär The Tea Centre of Stockholm är belägen. Äkta Söderblandning säljs enbart av The Tea Centre of Stockholm. Blandningen såldes ursprungligen under namnet Misstagsblandning eftersom butiksägaren råkade tappa ingredienser som skulle användas till nya teblandningar i en enda röra. Söderblandning har även börjat exporteras till andra länder.
Många andra te- och kaffebutiker säljer liknande produkter med snarlika namn, såsom Söderte, Söderhöjden och Södermalmsblandning.
År 2009 kom det även en variant av Söderblandning bestående av grönt te, kallad Grön Söderblandning.